# Singh Is Kinng
Singh is Kinng è un film del 2008 diretto da Anees Bazmee.

## Trama
Happy Singh vive in un villaggio del Punjab. È un ragazzo buono e gentile, ma spesso fa enormi danni ricevendo dagli abitanti del villaggio di Panchayat moltissimi rimproveri.
Quando il villaggio scopre che uno dei suoi residenti, Lakhanpan Singh, è in realtà un don di bassifondi australiani, decidono di nominare Happy Singh suo tutore per sbarazzarsi di lui. Così il villaggio paga il biglietto e tutte le spese a Happy Singh, il quale chiede a Rangeela di accompagnarlo. Dopo diversi imprevisti i due finiscono in Egitto, dove Happy incontra Sonia, una criminologa. Infine arrivano in Australia, dove vengono umiliati da Lakhanpal, ma questo è solo l’inizio.